# Jan Švejnar

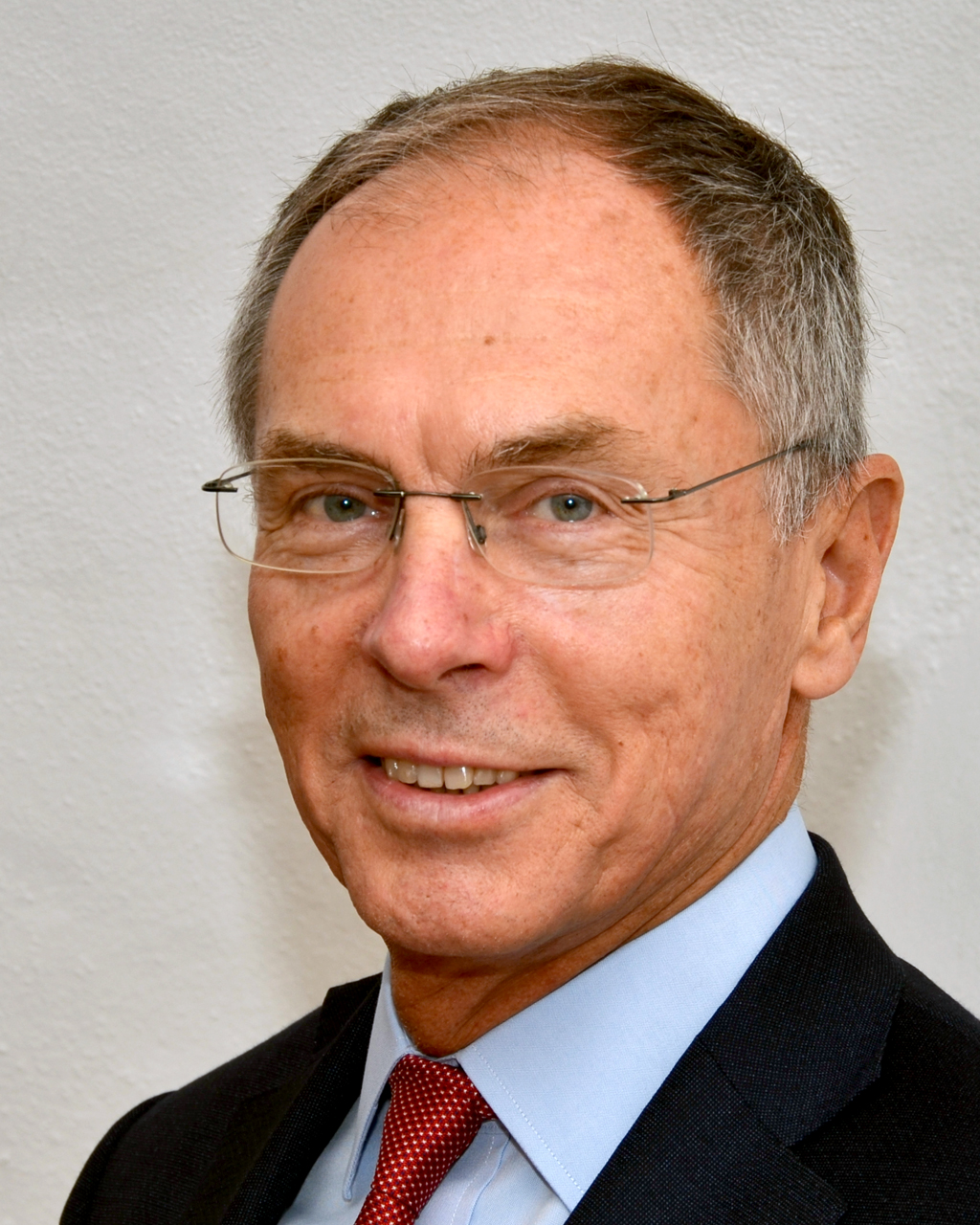
Jan Švejnar (2018)

Jan Švejnar (* 2. Oktober 1952 in Prag) ist ein tschechisch-amerikanischer Wirtschaftswissenschaftler.

## Leben
Švejnar ging 1970, in der Zeit der sogenannten „Normalisierung“ nach dem Prager Frühling, mit seinen Eltern zunächst ins Exil nach Genf. 1981 beantragte er die US-amerikanische Staatsbürgerschaft. Seine tschechoslowakische Staatsbürgerschaft wurde ihm mit der Ausreise entzogen, jedoch nach der Samtenen Revolution  zurückgegeben.
Švejnar war mit der Wirtschaftswissenschaftlerin Katherine Terrell Švejnarová von 1979 bis zu ihrem Tod Ende 2009 verheiratet; sie haben zusammen einen Sohn und eine Tochter.

### Ausbildung
Später reiste er allein weiter in die USA, wo er in Ithaca an der Cornell University Wirtschaftswissenschaften studierte. 1974 beendete er sein Studium hier mit dem Abschluss eines Bachelor. An der Princeton University setzte er sein Studium fort und erreichte hier 1976 den Abschluss als Master. Danach promovierte er an der Princeton University (1979), arbeitete jedoch in dieser Zeit bis 1983 auch als wissenschaftlicher Mitarbeiter an der Cornell University.

### Karriere
In den 1980er Jahren arbeitete Švejnar in verschiedenen internationalen Wirtschaftsorganisationen, so von 1983 bis 1984 bei der OECD in Paris. Seit 1984 ist er als Berater der Weltbank tätig. Zugleich setzte er jedoch seine Lehrtätigkeit an der Cornell University auch nach 1983 fort, bis er 1987 Professor an der University of Pittsburgh wurde. 1990 kehrte er in die Tschechoslowakei im Rahmen einer Mission der Weltbank zurück.
Er beriet den Staatspräsident Václav Havel, den tschechischen Ministerpräsidenten Vladimír Špidla und andere Politiker in wirtschaftlichen Fragen. Von 1990 bis 1994 war er Vorstandsmitglied des Amerikanisch-Tschechoslowakischen Bildungsfonds (ACSEF). Seit 1991 ist er Vorsitzender des Zentrums für Wirtschaftsforschung und postgraduale Ausbildung an der Karls-Universität Prag. Zwischenzeitlich war er Leiter des Wirtschaftswissenschaftlichen Instituts der tschechischen Akademie der Wissenschaften.
Seit 1996 ist Švejnar Professor an der University of Michigan. Von 1999 bis 2003 war er Aufsichtsratsmitglied der GE Capital Bank und ist seit 2003 Aufsichtsratsvorsitzender der tschechischen Privatbank ČSOB. Ferner ist er Beiratsmitglied der Europäischen Bank für Wiederaufbau und Entwicklung und seit 2006 Berater der ungarischen und türkischen Regierungen in Wirtschaftsfragen.

### Politik
Im Dezember 2007 gab er seine Kandidatur für die Präsidentenwahl im Land bekannt. Im Zusammenhang damit legte er seine Tätigkeiten als Aufsichtsrat in der Privatwirtschaft auf Eis. Unterstützt wurde seine Kandidatur von den tschechischen Sozialdemokraten und den Grünen. In der dritten Runde der Wahl wurde Švejnar am 15. Februar 2008 von seinem Konkurrenten, Amtsinhaber  Václav Klaus geschlagen. Weder in der ersten Wahl, die am 8. Februar stattfand, noch im darauffolgenden Wahlgang konnte zuvor einer der Kandidaten die notwendige Mehrheit der Stimmen auf sich vereinen.